# Phelipanche eriophora
Phelipanche eriophora är en snyltrotsväxtart som först beskrevs av Joseph Friedrich Nicolaus Bornmüller och Gauba, och fick sitt nu gällande namn av J. Holub. Phelipanche eriophora ingår i släktet Phelipanche och familjen snyltrotsväxter. Inga underarter finns listade i Catalogue of Life.